# Дарио Колоня
Дарио Колоня (на романшки: Dario Cologna) е швейцарски ски бегач. Трикратен олимпийски шампион, еднократен световен шампион, трикратен победител в генералното класиране за Световната купа и трикратен победител в Тур дьо ски. 

## Кариера
Дарио Колоня дебютира в състезание от Световната купа по ски бягане на 26 ноември 2006 г. в Куусамо, Финландия, където не завършва на 15 km класически стил. В следващото си състезание, на 27 януари 2007 г. в Отепя, Естония, отново на 15 km класически стил, завършва 37-и. Завършва сезона на 145-о място в генералното класиране. Следващата година завършва 37-и в генералното класиране. 
Класира се за първи път на подиума в състезание от Световната купа на 6 декември 2008 г. в масов старт на 30 km свободен стил в Ла Клусаз, Франция, където завършва втори. Без индивидуални победи печели приза в генералното класиране за Световната купа за сезон 2008/09. На световното първенство в Либерец, Чехия, завършва четвърти в спринта, шести на 15 km свободен стил, седми в щафетата и 41-ви на 30 km преследване. 
На зимните олимпийски игри във Ванкувър през 2010 г. печели златен медал на 15 km свободен стил и завършва между 10-о и 13-о място в останалите четири дисциплини, в които участва. Завършва четвърти в генералното класиране за Световната купа. 
През следващия сезон (2010/11) печели първата си индивидуална победа в състезание за Световната купа – на 20 km преследване в Лахти, Финландия на 12 март 2011 г. Световното първенство в Осло не е успешно за Колоня, който се класира след 20-о място във всички индивидуални дисциплини и девети с щафетата. Въпреки това той печели генералното класиране за Световната купа за втори път. 
През 2011/12 Колоня отново печели генералното класиране за Световната купа, този път с четири индивидуални победи. През сезон 2012/13 завършва трети в генералното класиране за Световната купа, а на световното първенство във Вал ди Фиеме, Италия, печели златен медал в скиатлона и сребърен на 50 km класически стил. Въпреки че завършва 67-и в генералното класиране за Световната купа за сезон 2013/14, сезонът е успешен за Колоня, тъй като печели златни олимпийски медали в скиатлона и на 15 km класически стил от олимпиадата в Сочи, Русия. През следващия сезон Колоня завършва втори в генералното класиране за Световната купа и печели сребърен медал в скиатлона на световното първенство във Фалун, Швеция. През сезон 2015/16 завършва 19-и в генералното класиране за Световната купа. 

### Световна купа
Крайни класирания 
| Сезон       | Дистанция | Спринт | Общо |
| ----------- | --------- | ------ | ---- |
| 2006 – 2007 | 94        | –      | 145  |
| 2007 – 2008 | 35        | 37     | 37   |
| 2008 – 2009 | 2         | 9      | 1    |
| 2009 – 2010 | 4         | 13     | 4    |
| 2010 – 2011 | 1         | 12     | 1    |
| 2011 – 2012 | 1         | 6      | 1    |
| 2012 – 2013 | 2         | 9      | 3    |
| 2013 – 2014 | 41        | –      | 67   |
| 2014 – 2015 | 1         | 64     | 1    |
| 2015 – 2016 | 18        | 39     | 19   |

Индивидуални победи 
| Номер | Сезон   | Дата             | Състезание   | Дисциплина             | Ниво                       |
| ----- | ------- | ---------------- | ------------ | ---------------------- | -------------------------- |
| 1     | 2008/09 | 4 януари 2009    | Тур дьо ски  | 102 km смесено         | Световна купа              |
| 2     | 2008/09 | 23 март 2009     | Фалун        | 40 km смесено          | Световна купа              |
| 3     | 2009/10 | 15 февруари 2010 | Ванкувър     | 15 km свободен стил    | Зимни олимпийски игри 2010 |
| 4     | 2010/11 | 9 януари 2011    | Тур дьо ски  | 102 km смесено         | Световна купа              |
| 5     | 2010/11 | 12 март 2011     | Лахти        | 20& km скиатлон        | Световна купа              |
| 6     | 2011/12 | 18 декември 2011 | Рогла        | спринт свободен стил   | Световна купа              |
| 7     | 2011/12 | 8 януари 2012    | Тур дьо ски  | 110 km смесено         | Световна купа              |
| 8     | 2011/12 | 21 януари 2012   | Отепя        | спринт класически стил | Световна купа              |
| 9     | 2011/12 | 22 януари 2012   | Отепя        | 15 km класически стил  | Световна купа              |
| 10    | 2011/12 | 3 март 2012      | Лахти        | 30 km скиатлон         | Световна купа              |
| 11    | 2011/12 | 18 март 2012     | Фалун        | 35 km смесено          | Световна купа              |
| 12    | 2012/13 | 2 февруари 2013  | Сочи         | 30 km скиатлон         | Световна купа              |
| 13    | 2012/13 | 23 февруари 2013 | Вал ди Фиеме | 30 km скиатлон         | Световно първенство        |
| 14    | 2013/14 | 9 февруари 2014  | Сочи         | 30 km класически стил  | Зимни олимпийски игри 2014 |
| 15    | 2013/14 | 14 февруари 2014 | Сочи         | 15 km класически стил  | Зимни олимпийски игри 2014 |
| 16    | 2014/15 | 23 януари 2015   | Рибинск      | 15 km свободен стил    | Световна купа              |
| 17    | 2014/15 | 21 февруари 2015 | Фалун        | 15 km класически стил  | Световно първенство        |

### Световни първенства
Източник: 
| Дата             | Първенство   | Държава  | Дисциплина                        | Класиране |
| ---------------- | ------------ | -------- | --------------------------------- | --------- |
| 20 февруари 2009 | Либерец      | Чехия    | 15 km класически стил             | 6         |
| 22 февруари 2009 | Либерец      | Чехия    | 30 km преследване                 | 41        |
| 24 февруари 2009 | Либерец      | Чехия    | Спринт 1,6 km свободен стил       | 4         |
| 27 февруари 2009 | Либерец      | Чехия    | Щафета 4 x 10 km                  | 7         |
| 24 февруари 2011 | Осло         | Норвегия | Спринт свободен стил              | 9         |
| 27 февруари 2011 | Осло         | Норвегия | 30 km преследване                 | 24        |
| 1 март 2011      | Осло         | Норвегия | 15 km класически стил             | 25        |
| 4 март 2011      | Осло         | Норвегия | Щафета 4 x 10 km                  | 9         |
| 6 март 2011      | Осло         | Норвегия | 50 km свободен стил масов старт   | 20        |
| 23 февруари 2013 | Вал ди Фиеме | Италия   | 30 km скиатлон                    | 1         |
| 27 февруари 2013 | Вал ди Фиеме | Италия   | 15 km свободен стил               | 8         |
| 1 март 2013      | Вал ди Фиеме | Италия   | Щафета 4 x 10 km                  | 6         |
| 3 март 2013      | Вал ди Фиеме | Италия   | 50 km класически стил масов старт | 2         |
| 21 февруари 2015 | Фалун        | Швеция   | 30 km скиатлон                    | 2         |
| 25 февруари 2015 | Фалун        | Швеция   | 15 km свободен стил               | 18        |
| 27 февруари 2015 | Фалун        | Швеция   | Щафета 4 x 10 km                  | 5         |
| 1 март 2015      | Фалун        | Швеция   | 50 km класически стил масов старт | 6         |

### Зимни олимпийски игри
Източник: 
| Дата             | Олимпийски игри | Държава    | Дисциплина                      | Класиране |
| ---------------- | --------------- | ---------- | ------------------------------- | --------- |
| 15 февруари 2010 | Ванкувър        | Канада     | 15 km свободен стил             | 1         |
| 20 февруари 2010 | Ванкувър        | Канада     | 30 km преследване               | 13        |
| 22 февруари 2010 | Ванкувър        | Канада     | отборен спринт свободен стил    | 11        |
| 24 февруари 2010 | Ванкувър        | Канада     | Щафета 4 x 10 km                | 10        |
| 28 февруари 2010 | Ванкувър        | Канада     | 50 km свободен стил масов старт | 10        |
| 9 февруари 2014  | Сочи            | Русия      | 30 km скиатлон                  | 1         |
| 11 февруари 2014 | Сочи            | Русия      | Спринт свободен стил            | 26        |
| 14 февруари 2014 | Сочи            | Русия      | 15 km класически стил           | 1         |
| 19 февруари 2014 | Сочи            | Русия      | отборен спринт класически стил  | 5         |
| 23 февруари 2014 | Сочи            | Русия      | 50 km свободен стил масов старт | 27        |
| 16 февруари 2018 | Пьонгчанг       | Южна Корея | 15 km                           | 1         |

## Личен живот
Дарио Колоня говори романшки, немски, английски и италиански. 